# 石場 (大津市)
石場（いしば）は、滋賀県大津市にある地名。丁番を持たない単独町名である。

## 地理
大津市の南西部に位置し、東に打出浜、西と北に松本、南に本宮と接している。

## 歴史
- 1965年（昭和40年）7月1日 - 松本石場町と松本上町の各一部を分離し、石場を新設設置[1]。

## 世帯数と人口
2019年（平成31年）4月1日現在の世帯数と人口は以下の通りである。
| 町丁 | 世帯数  | 人口  |
| ---- | ------- | ----- |
| 石場 | 293世帯 | 682人 |

### 人口の変遷
国勢調査による人口の推移。
| 1995年（平成7年）  | 722人 | [ 6 ]  |  |
| 2000年（平成12年） | 663人 | [ 7 ]  |  |
| 2005年（平成17年） | 663人 | [ 8 ]  |  |
| 2010年（平成22年） | 634人 | [ 9 ]  |  |
| 2015年（平成27年） | 674人 | [ 10 ] |  |

### 世帯数の変遷
国勢調査による世帯数の推移。
| 1995年（平成7年）  | 245世帯 | [ 6 ]  |  |
| 2000年（平成12年） | 248世帯 | [ 7 ]  |  |
| 2005年（平成17年） | 248世帯 | [ 8 ]  |  |
| 2010年（平成22年） | 269世帯 | [ 9 ]  |  |
| 2015年（平成27年） | 275世帯 | [ 10 ] |  |

## 学区
市立小・中学校に通う場合、学区は以下の通りとなる。
| 番・番地等 | 小学校             | 中学校             |
| ---------- | ------------------ | ------------------ |
| 全域       | 大津市立平野小学校 | 大津市立打出中学校 |

## 施設
- 大津市民病院付属看護専門学校

## その他

### 日本郵便
- 郵便番号 : 520-0805[4]（集配局：大津中央郵便局[12]）。